# Crassula colligata
Crassula colligata är en fetbladsväxtart. Crassula colligata ingår i släktet krassulor, och familjen fetbladsväxter.

## Underarter
Arten delas in i följande underarter:
- C. c. colligata
- C. c. lamprosperma